# Пероцци, Жозе Жуан
Жозе́ Жуа́н Пероцци Бонфин (порт.-браз. José João Perozzi Bomfim; 28 мая 1915, Белу-Оризонти, по другим данным Ору-Прету — 24 ноября 1970, Сан-Паулу), более известный под именем Кайейра (порт.-браз. Caieira) — бразильский футболист, защитник.

## Карьера
Кайейра родился в городе Ору-Прету. В 1929 году он с семьёй переехал в город Сабара, где начал играть в футбол, выступая за клуб «Алвес Ногейра». В 1931 году семья вновь переехала, на этот раз в Белу-Оризонти. Там игрок стал играть за клуб «Атлетико Минейро». 27 декабря 1931 года он дебютировал в основе команды в матче с «Палестрой Италией» (1:1). В следующем году он стал с «Атлетико» чемпионом штата Минас-Жейрайс. Всего за клуб футболист провёл 9 матчей и забил один гол. Последний матч за команду Кайейра сыграл 21 апреля 1932 года против «Демократы» (6:0). В 1933 году защитник перешёл в клуб «Палестра Италия». В апреле 1932 года Кайейра возвратился в «Алвес Ногейру», где играл до августа. После этого он стал игроком клуба «Палестра Италия». Там он играл во всех позициях в полузащите и даже был правым нападающим. Только с 1937 года Кайейра стал играть в центре обороны. 4 июля 1939 года «Палестра Италия» играла матч с «Атлетико Минейро». Во время игры Кайейра столкнулся затылком в воздухе головой с форвардом соперника Гуарой. От удара нападающий упал, потерял сознание, впал в кому. Гуара был госпитализирован в больницу Белу-Оризонти, а на следующий день переведён в госпиталь Сан-Жозе. 72 часа он был в коме, а затем ещё 23 дня провёл в больнице. В 1940 году Кайейра выиграл чемпионат штата.
В мае 1941 года Кайейра был куплен клубом «Ботафого». 1 июля 1941 года он дебютировал в составе команды в матче с «Флуминенсе», где его клуб проиграл со счётом 2:3. В клубе футболист выступал три сезона, проведя 62 матча. Последней встречей защитника в составе «Ботафого» стал матч против «Васко да Гамы» (1:4). В 1943 году Кайейра перешёл в «Палмейрас», где должен был заменить ушедших Карнеру и Пелегрино Беглиомини. 29 августа он дебютировал в составе команды в матче с «Португезой Деспортос». Годом позже футболист выиграл с клубом чемпионат штата Сан-Паулу, составляя центр обороны команды вместе с Жункейрой. В том же розыгрыше он забил первый и последний мяч в составе «Палмейраса», поразив ворота «Сан-Паулу». В 1947 году он во второй раз выиграл титул чемпиона штата. Кайейра играл за Палмейрас до 1949 года, проведя за клуб 183 матча и забив один гол, по другим данным 184 матча, по третьим данным 178 матчей. Последнюю встречу в составе команды защитник сыграл 11 декабря 1949 года с клубом «Насьонал» (0:1).

## Достижения
- Чемпион штата Минас-Жейрайс: 1932, 1940
- Чемпион штата Сан-Паулу: 1944, 1947